# Anadolu Efes Spor Kulübü 2024-2025
Questa voce raccoglie le informazioni riguardanti l'Anadolu Efes Spor Kulübü nelle competizioni ufficiali della stagione 2024-2025.

## Stagione
La stagione 2024-2025 dell'Anadolu Efes Spor Kulübü è la 47ª nel massimo campionato turco di pallacanestro, la Basketbol Süper Ligi.
All'inizio della nuova stagione la Federazione decise di modificare il regolamento riguardo al numero di giocatori stranieri consentiti per ogni squadra che così venne allargato a sette. Inoltre, per tutta la durata della gara, le squadre devono schierare nel quintetto in campo almeno 1 giocatore di nazionalità turca.

## Roster
Aggiornato al 27 agosto 2024.
| Anadolu Efes 2024-25 | Anadolu Efes 2024-25 |
| Giocatori            | Staff tecnico        |
| -------------------- | -------------------- |

| N. | Naz.                                        | Ruolo | Nome                  | Anno | Alt.   | Peso   |  |
| -- | ------------------------------------------- | ----- | --------------------- | ---- | ------ | ------ |  |
| 0  | Stati Uniti (bandiera) · Turchia (bandiera) | P     | Shane Larkin (C)      | 1992 | 182 cm | 79 kg  |  |
| 1  | Francia (bandiera)                          | PG    | Rodrigue Beaubois (C) | 1988 | 190 cm | 84 kg  |  |
| 3  | Stati Uniti (bandiera) · Nigeria (bandiera) | AG    | Jordan Nwora          | 1998 | 203 cm | 102 kg |  |
| 6  | Stati Uniti (bandiera)                      | G     | Elijah Bryant         | 1995 | 196 cm | 95 kg  |  |
| 8  | Turchia (bandiera)                          | C     | Salih Altuntaş        | 2006 | 210 cm |        |  |
| 10 | Turchia (bandiera)                          | G     | Ridvan Öncel          | 1997 | 191 cm | 85 kg  |  |
| 11 | Lettonia (bandiera)                         | AG    | Rolands Šmits         | 1995 | 208 cm | 107 kg |  |
| 13 | Stati Uniti (bandiera)                      | PG    | Darius Thompson       | 1995 | 193 cm | 89 kg  |  |
| 14 | Stati Uniti (bandiera)                      | A     | Stanley Johnson       | 1996 | 201 cm | 110 kg |  |
| 15 | Stati Uniti (bandiera)                      | G     | P.J. Dozier           | 1996 | 198 cm | 93 kg  |  |
| 17 | Francia (bandiera)                          | C     | Vincent Poirier       | 1993 | 213 cm | 110 kg |  |
| 18 | Turchia (bandiera)                          | P     | Doğuş Özdemiroğlu     | 1996 | 191 cm | 88 kg  |  |
| 19 | Turchia (bandiera)                          | AG    | Burak Can Yıldızlı    | 1994 | 202 cm | 82 kg  |  |
| 21 | Germania (bandiera)                         | P     | Justus Hollatz        | 2001 | 193 cm | 90 kg  |  |
| 24 | Albania (bandiera) · Turchia (bandiera)     | C     | Ercan Osmani          | 1998 | 213 cm | 102 kg |  |
| 25 | Stati Uniti (bandiera)                      | C     | Daniel Oturu          | 1999 | 203 cm | 109 kg |  |
| 33 | Turchia (bandiera)                          | AP    | Erkan Yılmaz          | 1997 | 196 cm | 87 kg  |  |
| 35 | Stati Uniti (bandiera)                      | AG    | Derek Willis          | 1995 | 206 cm | 104 kg |  |

| Allenatore |
| - Tomislav Mijatović (fino al 7 gennaio) - Luca Banchi (dal 7 gennaio)                                                                           |
| Assistente/i |
| - Serhan Aydanarığ - Doruk Güneş - Ümit Temoçin - Tomislav Mijatović (dal 7 gennaio) Legenda - (C) Capitano - (IN) Inattivo - Infortunato Roster |

## Mercato

### Sessione estiva
| Acquisti | Acquisti        | Acquisti             | Acquisti          | Acquisti |
| R.a      | Nome            | da                   | Modalità          |          |
| -------- | --------------- | -------------------- | ----------------- | -------- |
| G        | Ridvan Öncel    | Darüşşafaka          | riscatto prestito |          |
| A        | Stanley Johnson | Stockton Kings       | svincolato        |          |
| AG       | Jordan Nwora    | Toronto Raptors      | svincolato        |          |
| AG       | Rolands Šmits   | Žalgiris Kaunas      | svincolato        |          |
| C        | Daniel Oturu    | Merkezefendi Denizli | riscatto prestito |          |
| C        | Vincent Poirier | Real Madrid          | svincolato        |          |

| Cessioni | Cessioni        | Cessioni       | Cessioni       | Cessioni |
| R.       | Nome            | a              | Modalità       |          |
| -------- | --------------- | -------------- | -------------- | -------- |
| PG       | Erten Gazi      | Fenerbahçe     | rescissione    |          |
| G        | Melih Tunca     | Türk Telekom   | prestito       |          |
| AP       | Will Clyburn    | Virtus Bologna | fine contratto |          |
| AP       | Kaan Berk Tarla | Türk Telekom   | fine contratto |          |
| AG       | Mike Daum       | Stella Rossa   | fine contratto |          |
| C        | Tyrique Jones   | Partizan       | rescissione    |          |
| C        | Mehmet Demirel  | Karşıyaka      | fine contratto |          |
| C        | Tibor Pleiß     | Trapani Shark  | fine contratto |          |

### Dopo l'inizio della stagione
| Acquisti | Acquisti    | Acquisti   | Acquisti        | Acquisti   |
| R.       | Nome        | da         | Data            | Modalità   |
| -------- | ----------- | ---------- | --------------- | ---------- |
| G        | P.J. Dozier | Free agent | 13 gennaio 2025 | svincolato |

| Cessioni | Cessioni        | Cessioni         | Cessioni         | Cessioni    |
| R.       | Nome            | a                | Data             | Modalità    |
| -------- | --------------- | ---------------- | ---------------- | ----------- |
| P        | Justus Hollatz  | Bayern Monaco    | 23 gennaio 2025  | rescissione |
| A        | Stanley Johnson | South Bay Lakers | 11 febbraio 2025 | rescissione |